# ウィナード・ハーパー
ウィナード・ハーパー（Winard Harper、1962年6月4日 - ）は、アメリカのジャズ・ドラマー。

## 略歴
ハーパーは1980年代にデクスター・ゴードン、ジョニー・グリフィン、そしてベティ・カーターと4年にわたり演奏した。カーターと仕事をしている間に、ハーパーはワイクリフ・ゴードンと出会い、彼とは繰り返し共演することになる。
1988年から1993年まで、弟のトランペット奏者フィリップ・ハーパーとともにザ・ハーパー・ブラザーズというグループで活動し、ジャスティン・ロビンソン、ジェイヴォン・ジャクソン、ウォルター・ブランディング、北川潔、スティーヴン・スコット、ケヴィン・ヘイズ、マイケル・ボウイ、ネドラ・ウィーラーらと共演した。
ザ・ハーパー・ブラザーズの解散後、ウィナードはリーダーとして数枚のアルバムを録音した。2000年代初頭、彼はセクステットと共演し、ニューヨークのリンカーン・センターでパフォーマンスを行った。2008年にはエイヴリー・シャープと共に演奏した。彼は「Jeli Posse」というグループを率いている。

## ディスコグラフィ

### リーダー・アルバム
- 『ビー・ユアセルフ』 -Be Yourself (1994年、Epicure)
- Trap Dancer (1998年、Savant)
- Winard (1999年、Savant) ※ウィナード・ハーパー・セクステット名義
- Faith (2000年、Savant) ※ウィナード・ハーパー・セクステット名義
- A Time for the Soul (2003年、Savant) ※ウィナード・ハーパー・セクステット名義
- Come into the Light (2004年、Savant)
- Make It Happen (2006年、Piadrum) ※ウィナード・ハーパー・セクステット名義
- Coexist (2012年、Jazz Legacy) ※with Jeli Posse

### ザ・ハーパー・ブラザーズ
- 『ザ・ハーパー・ブラザーズ』 - The Harper Brothers (1988年、Verve)
- 『ライヴ・アット・ザ・ヴィレッジ・ヴァンガード』 - Remembrance: Live at the Village Vanguard (1989年、Verve)
- 『アーティストリー』 - Artistry (1991年、Verve)
- 『ユー・キャン・ハイド・インサイド・ザ・ミュージック』 - You Can Hide Inside the Music (1992年、Verve)

### 参加アルバム
レイ・ブライアント
- 『トリビュート・トゥ・ピアノ・フレンズ』 - Ray's Tribute to His Jazz Piano Friends (1998年、JMI)
- North of the Border (2001年、Label M)
- 『ゴッドファーザー』 - Godfather (2011年、M&I)

ベティ・カーター
- Look What I Got! (1988年、Verve)
- Betty Carter (1990年、Verve) ※コンピレーション
- Betty Carter's Finest Hour (2003年、Verve) ※コンピレーション

ワイクリフ・ゴードン
- The Gospel Truth (2000年、Criss Cross)
- The Search (2007年、Nagel Heyer)

エタ・ジョーンズ
- Reverse the Charges (1992年、Muse)
- At Last (1995年、Muse)

デヴィッド・ファットヘッド・ニューマン
- Under a Woodstock Moon (1996年、Kokopelli)
- Chillin' (1999年、HighNote)
- Keep the Spirits Singing (2001年、HighNote)
- The Gift (2003年、HighNote)
- I Remember Brother Ray (2005年、HighNote)

ヒューストン・パーソン
- Why Not! (1991年、Muse)
- The Lion and His Pride (1994年、Muse)
- Christmas with Houston Person and Friends (1994年、Muse)

エイヴリー・シャープ
- Dragon Fly (2004年、JKNM)
- Legends & Mentors (2008年、JKNM)
- Autumn Moonlight (2009年、JKNM)
- Avery Sharpe Trio Live (2010年、JKNM)

ビリー・テイラー
- Urban Griot (2001年、Soundpost)
- Live at IAJE New York (2002年、Soundpost)
- Taylor Made at the Kennedy Center (2005年、Kennedy Center Jazz)

フランク・ウェス
- 『サプライズ、サプライズ!』 - Surprise, Surprise! (1998年、Chiaroscuro)
- Once Is Not Enough (2009年、Labeth)
- Magic 101 (2013年、IPO)

その他
- モンティ・アレキサンダー : Harlem-Kingston Express Vol. 2 (2014年、Motema)
- T.K.ブルー : Amour (2017年、Dot Time)
- ドン・ブレイデン : Organic (1995年、Epicure)
- ケニー・ドリュー・ジュニア : 『ケニー・ドリューJr.』 - Kenny Drew Jr. (1991年、Antilles)
- チコ・フリーマン : Still Sensitive (1995年、India Navigation)
- サラ・ラザルス : Give Me the Simple Life (2005年、Dreyfus)
- カーティス・ランディ : 『アゲインスト・オール・オッズ』 - Against All Odds (1999年、Justin Time)
- ハービー・マン : 65th Birthday Celebration (1997年、Lightyear)
- カーメン・マクレエ & ベティ・カーター : 『アット・ザ・グレイト・アメリカン・ミュージック・ホール』 - The Carmen McRae Betty Carter Duets (1988年、Verve)
- マーク・マーフィー : Some Time Ago (2000年、HighNote)
- テテ・モントリュー : En el San Juan (1996年、Nuevos Medios)
- ジミー・オウエンズ : The Monk Project (2011年、IPO)
- ジミー・ポンダー : 『カム・オン・ダウン』 - Come On Down (1991年、Muse)
- ジャニス・シーゲル : 『アイ・ウィッシュ・ユー・ラヴ』 - I Wish You Love (2002年、Telarc)
- ハーヴィー・シュワルツ : 『イン・ア・ディファレント・ライト』 - In a Different Light (1990年、Bluemoon)
- ブロス・タウンゼンド : I Love Jump Jazz (1995年、Claves Jazz)
- ナンシー・ウィルソン : Turned to Blue (2006年、MCG)
- スティーヴ・トゥーレ : The Spirits Up Above (2004年、HighNote)